# Filip Adamski
Pour les articles homonymes, voir Adamski.
Filip Adamski, né le 5 janvier 1983 à Wroclaw, est un rameur d'aviron allemand.

## Palmarès

### Jeux olympiques
- 2012 à Londres,  Royaume-Uni
  -  Médaille d'or en huit

### Championnats du monde
- 2006 à Dorney Lake,  Royaume-Uni
  -  Médaille d'argent en quatre sans barreur

- 2009 à Poznań,  Pologne
  -  Médaille d'or en huit

- 2010 à Hamilton,  Nouvelle-Zélande
  -  Médaille de bronze en deux avec barreur